# Лаллі (Камб'я)
Ла́ллі (ест. Lalli küla) — село в Естонії, у волості Камб'я повіту Тартумаа.

## Населення
Чисельність населення на 31 грудня 2011 року становила 140 осіб.

## Географія
Через населений пункт проходить автошлях 61 (Пилва — Реола).